# ムラムラタムラ
ムラムラタムラ（1992年6月21日 - ）は、日本のお笑い芸人。100company所属。かつては吉本興業に所属しており、吉本退所後はフリーで活動していた。

## 来歴
自身と同じくお笑い好きの母親と一緒にお笑い番組を観ていて、母親から中学生の頃にNSCへ行くことを勧められたのが芸人になるきっかけ。当初は高校時代の同級生とコンビ「ゆーひび」を結成し、ネタはその同級生が書いていた。漫才は合っていないことを早めに気づいたためボケのみでツッコミが存在しないコントを主に演じ、相方の体調不良によって2年半で解散してからはピン芸人となる。芸名の由来は本人曰く覚えられやすくてしょうもない名前にしたかったから。
NSC大阪校34期を卒業後は吉本興業に約6年所属後フリーに。ホリプロコムからの勧誘も断っていたが、ホリプロコムから独立した都丸皓介マネージャーから「有田ジェネレーション Season10」でまた誘われ、都丸が社長となった100company（トーマルカンパニー）とエージェント契約を結んだ。
デビュー当初は5upよしもとに出ようとしていたがシステムが変わったことで5upよしもとが漫才劇場に変わり、ピン芸人やコント師の出る場が無くなってしまった。その状況を知ったたむらけんじが、小規模のスペースにて漫才劇場に出られない芸人を集めて毎週ライブを開催したことでチャンスを貰えた。初のテレビ出演は『松本家の休日』（朝日放送テレビ）で、たむらの推薦であった。東京へ進出する際、社員に掛け合ってくれたのもたむらだったという。上京後は天津飯大郎（天津）の世話になった。

## 人物
- 出演したい番組はさんまのお笑い向上委員会（モニター横芸人）、全力!脱力タイムズ[7]（共にフジテレビ）、HITOSHI MATSUMOTO presents ドキュメンタル（Amazonプライム・ビデオ）。
- 仲の良い芸人は、一緒に主催ライブ『ピーターパンウンコローム～秩序～』を行なっている本多スイミングスクール・森本サイダー・ちびシャトル[7]。ちびシャトルとはオマリーと共にトリオ『ムラムラタムラちびシャトルfeat.川嶋』としてM-1グランプリに出場経験がある[8]。
- 大嶋の一番弟子・オモロ川だいすけ・ちびシャトルと共に『ザ・トーク』というユニット名でキングオブコントにも出場している。
- ネタ時間が長い。プチブレイクのきっかけとなった有田ジェネレーション（TBSテレビ）の収録でも、スタッフに言われたネタ時間を超えてネタを披露した。
- ゲームが趣味であり特技。自身のYouTubeチャンネルでもゲーム配信をしている。
- ニコニコ動画から影響を受けたアニメオタクで、家族も全員オタク[3]。
- 西新橋の居酒屋でアルバイトをしている[9][10]。
- 過去のアルバイト経験はUber Eats、セブンイレブン、カフェなど。
- 兄弟は兄と姉がいる[11]。
- 高校時代は柔道部所属で[3]、黒帯初段を所持している[12]。
- 以前のWikipediaの本項目では、芸名や芸風とは裏腹に下ネタは好まないとの記載があったが、実際には様々な番組等で下ネタを話しており、また本人も下ネタは好まない説を明確に否定している[13]。
- 2022年7月初めから、伊藤俊介（オズワルド）・森本サイダー・佐川ピン芸人とルームシェアしている[14]。

## 芸風
新体操用のレオタードを衣装とし、主に「もっこりからのりーもこちゃん」というフレーズを、股間を強調する奇天烈なポージングをしながらひたすらハイテンションで繰り返すギャグ。本人曰くシャワーを浴びている最中に思いついた。江頭2:50を彷彿とさせる無軌道な芸風で、野田クリスタル（マヂカルラブリー）からは「お笑い界の救世主」と称された。
衣装の黄色い眼鏡はサングラスのグラス部分を度入りのクリアグラスに替えて使用しており、視力はかなり悪い。
旧衣装はadidas by PHARRELL WILLIAMSのレディースのランニングウェアトップスと、男性用水着。
大阪時代の衣装は白いタンクトップにホットパンツ。
現在着用している舞台衣装はゲーム『フォートナイト』に影響されてヤフオクで見つけたもの。金髪もフォートナイトの影響。
森久保祥太郎や子安武人、福山潤などの声優ものまねも得意とする。森久保からは公認されている。

## 賞レース戦歴

### R-1グランプリ(R-1ぐらんぷり)
| 年度(回)       | 結果         | 会場                       | 備考                |
| -------------- | ------------ | -------------------------- | ------------------- |
| 2014年(第12回) | 1回戦敗退    | なんばパークスホール       | ゆーひび時代に出場  |
| 2015年(第13回) | 2回戦進出    | HEP HALL                   |                     |
| 2016年(第14回) | 1回戦敗退    | なんばパークスホール       |                     |
| 2017年(第15回) | 1回戦敗退    | 新宿シアターモリエール     |                     |
| 2018年(第16回) | 1回戦敗退    | 新宿シアターブラッツ       |                     |
| 2019年(第17回) | 1回戦敗退    | 新宿シアターブラッツ       |                     |
| 2020年(第18回) | 1回戦敗退    | 新宿シアターブラッツ       |                     |
| 2021年(第19回) | 準々決勝進出 | ルミネtheよしもと          | R-1グランプリに改称 |
| 2022年(第20回) | 2回戦進出    | よしもと有楽町シアター     |                     |
| 2023年(第21回) | 1回戦敗退    | YMCAスペースYホール        |                     |
| 2024年(第22回) | 2回戦進出    | シダックスカルチャーホール | 芸歴10年制限が撤廃  |

### その他
- M-1グランプリ2016 2回戦進出、2017・2018・2020 1回戦敗退（『ムラムラタムラちびシャトルfeat.川嶋』として[8]）
- M-1グランプリ2021-2022 2回戦進出、M-1グランプリ2023 1回戦敗退（『ピーターパンウンコローム秩序』として[29]）
- キングオブコント2018 1回戦敗退（『ザ・トーク』として[30]）

## 出演

### 過去の出演歴

#### テレビ
- 松本家の休日（朝日放送）テレビ初出演
- 似すぎてジワる（TBSテレビ）「『トムとジェリー』 ジェリーの仕掛けた罠に引っかかって一気にやる気が失せるトム」のまねで出演
- 有田ジェネレーション（TBSテレビ）2020年1月20日初出演、以降地獄のアングラ芸人として不定期出演
- ウチのガヤがすみません!（日本テレビ）
- アメトーーク!（テレビ朝日、2020年6月12日）
- 水曜日のダウンタウン（TBSテレビ、2020年7月15日）
- 全力!脱力タイムズ （フジテレビ、2020年7月17日）
- 出来高払い王（フジテレビ、2020年7月25日）
- ネタパレ（フジテレビ、2020年8月21日）[31]
- 炎の体育会TV（TBSテレビ、2020年10月17日）
- ナニコレ珍百景（テレビ朝日、2021年2月7日）
- 遊戯配信（TOKYO MX、2021年11月13日）
- ぜにいたち（ABEMA）- 2022年6月13日
- 芸人シンパイニュース（テレビ朝日、2023年1月2日）
- オールナイトフジコ（フジテレビ、2024年3月2日、3月9日）[32][33]

#### ネットラジオ
- ムラムラタムラのちんちくピカタマラジオ（2020年4月7日～2021年9月25日、GERA放送局、毎週土曜日20時配信）